# Ernst Neufert

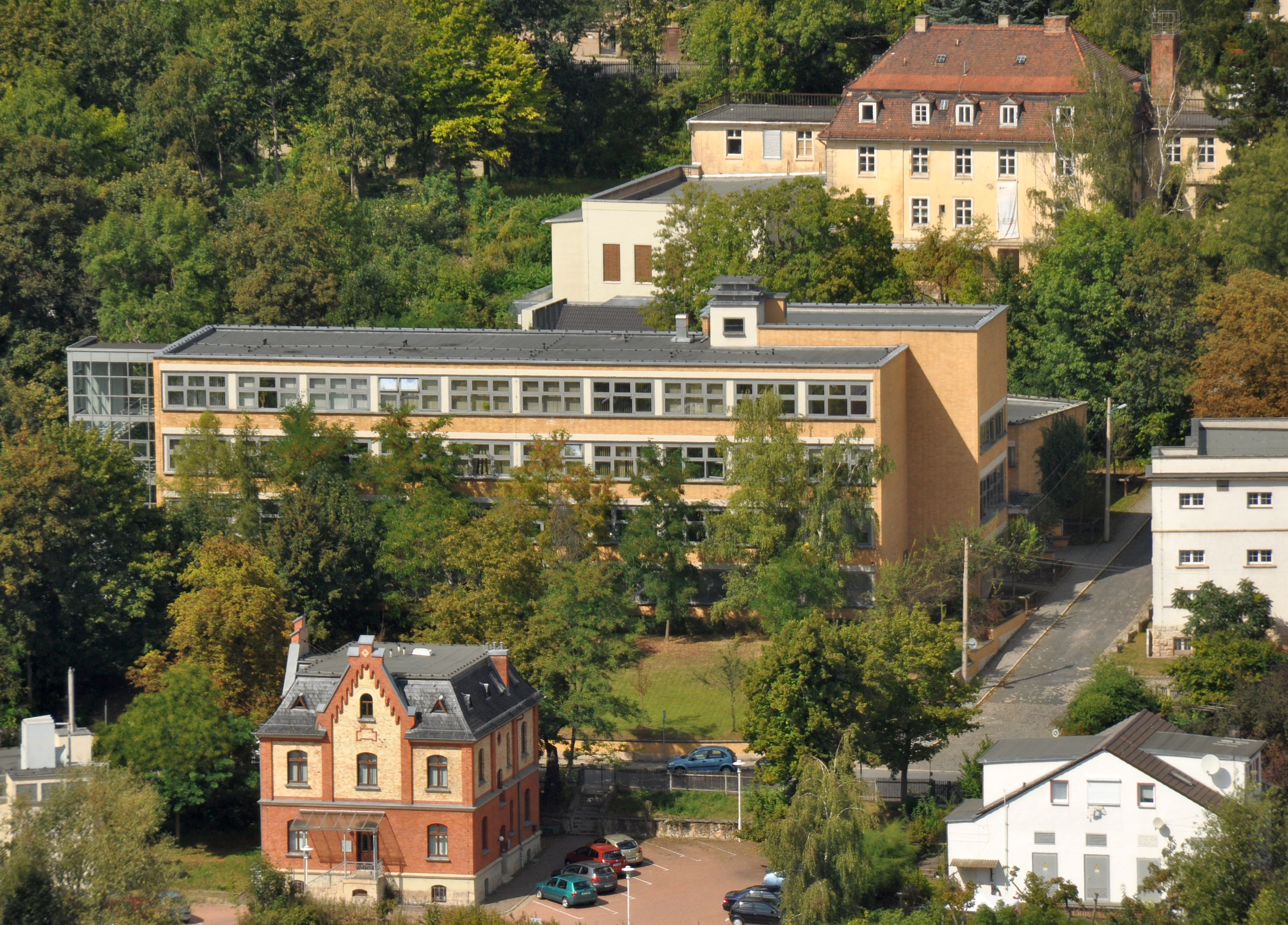
O Abbeanum em Jena, 1929–30

Ernst Neufert (15 de março de 1900–23 de fevereiro de 1986) foi um arquiteto alemão, reconhecido como assistente de Walter Gropius, professor, membro de diversas organizações de normatização e, especialmente, por ser autor do manual Arte de projetar em arquitetura.

## Vida

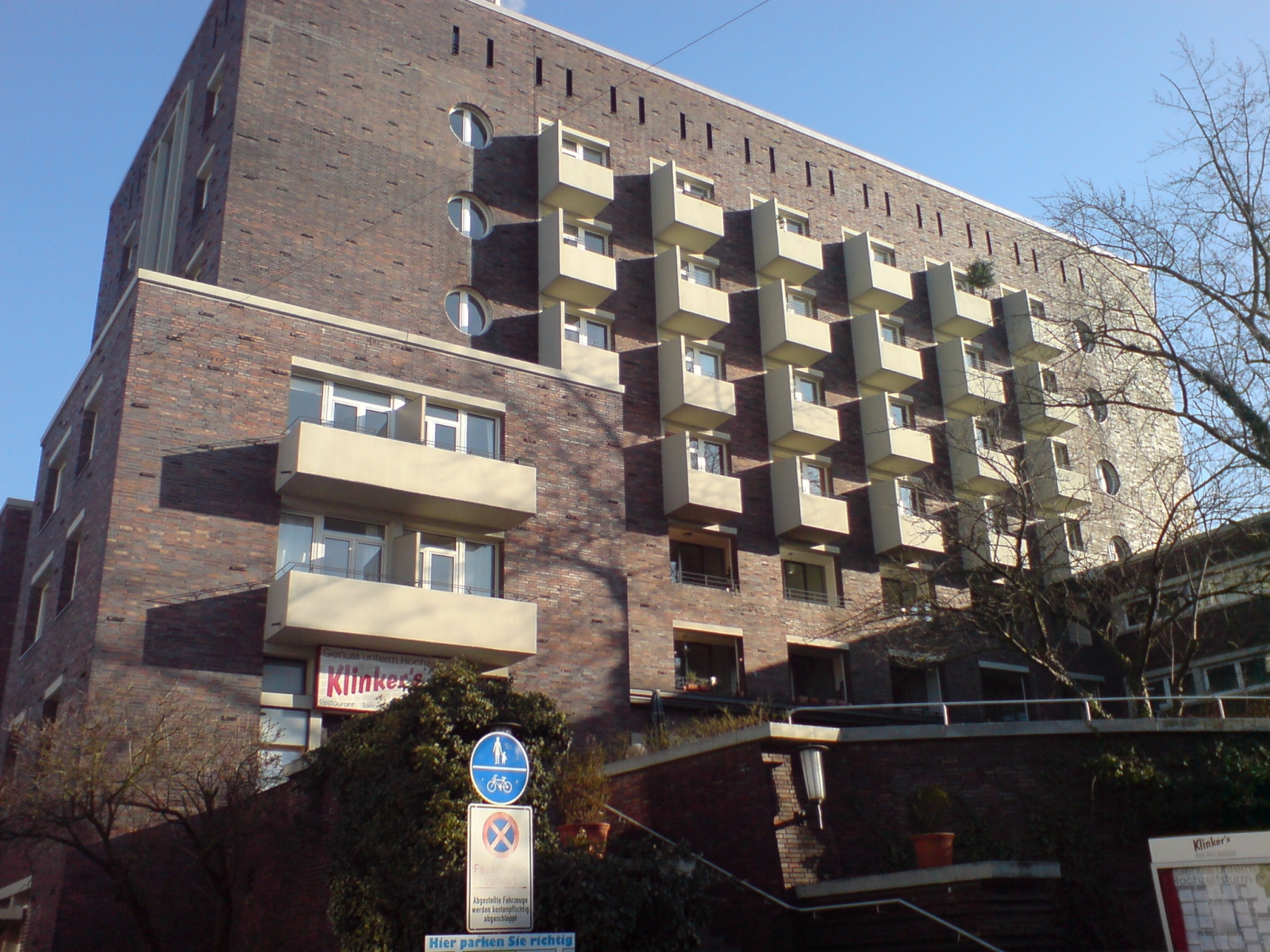
Casa Ernest Neufert em Darmstadt, 1952–55

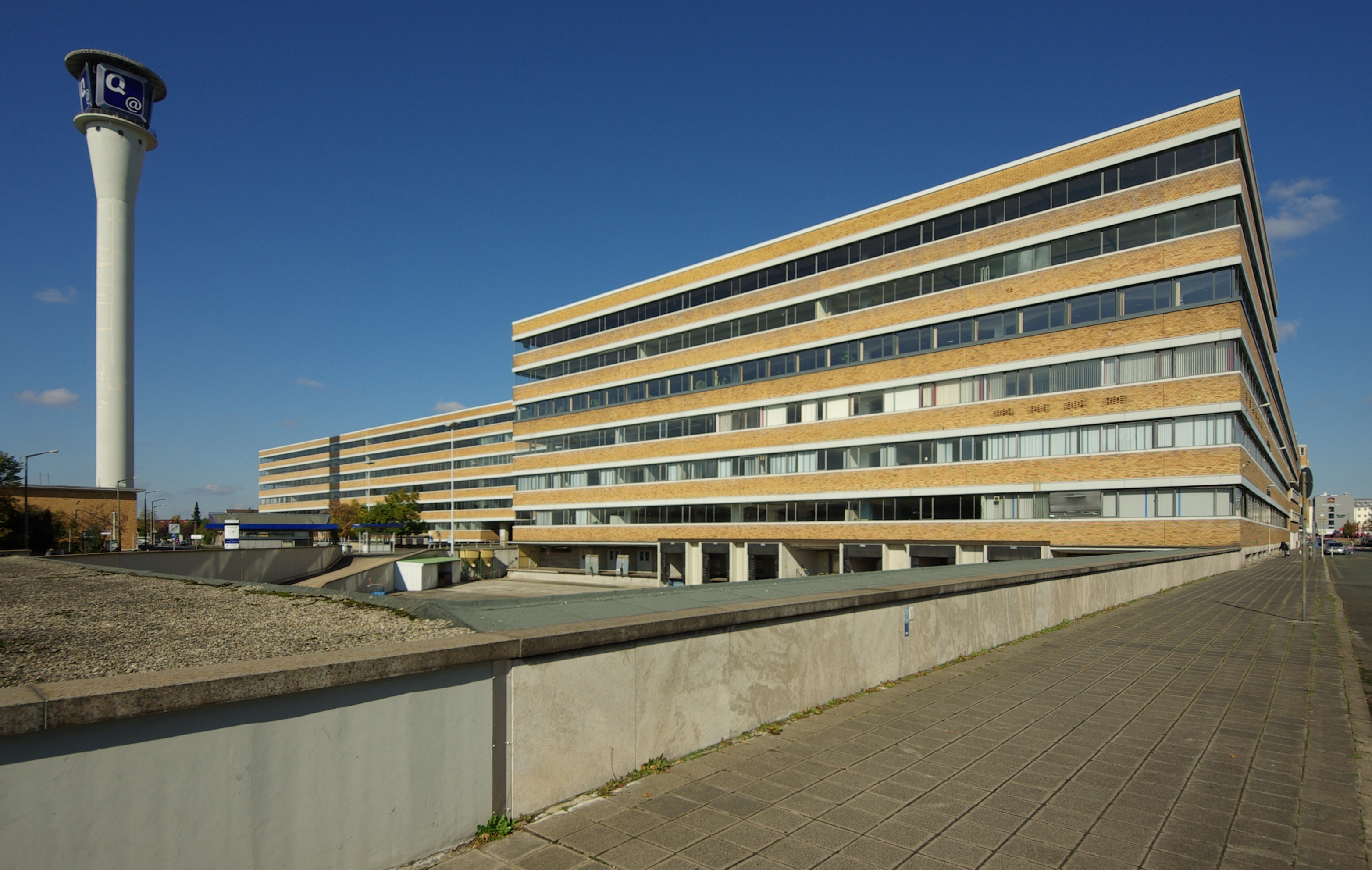
Quelle Großversandhaus e Quelleturm em Nürnberg, de 1955 a 1967.

Ernst Neufert nasceu em Freyburg an der Unstrut. Aos 17 anos de idade, depois de ter trabalhado durante 5 deles como pedreiro, Neufert passou a frequentar a escola de construção (Baugewerbeschule) em Weimar. Um de seus professores recomendou-o a Walter Gropius em 1919 como sendo um de seus primeiros estudantes da Bauhaus. Terminou os estudos em 1920, e com o arquiteto expressionista Paul Linder (1897-1968) embarcou em para estudo na Espanha, durante um ano, onde esboçou igrejas medievais. em Barcelona conheceu Gaudí, cuja arquitetura causou profunda impressão no jovem estudante. Neufert mais tarde tornou-se um dos primeiros divulgadores na Alemanha do trabalho de Gaudí. Após 1921 retornou à Bauhaus o assumiu a chefia da arquitetura do escritório de Gropius, em um dos mais proeminentes escritórios de arquitetura da República de Weimar.
Em 1923 conheceu a pintora Alice Spies, estudantes de Georg Muche e Paul Klee, que eram outros dos mestres da Bauhaus, e casou-se com ela em 1924. Tiveram quatro filhos (Peter, Christa, Ingrid e Ilas).
Em 1925 Neufert trabalhou em próxima colaboração com Gropius na realização dos edifícios Bauhaus em Dessau e na conclusão das casas dos professores para Muche, Klee, e Wassily Kandinsky. Em 1926 retornou a Weimar e passou a dar aulas sob a orientação de Otto Bartning na Bauhochschule (Building College), conhecida como "a outra Bauhaus". De 1928 a 1930 realizou diversos projetos tais como a Mensa am Philosophenweg e o Abbeanum em Jena .
Em 1929 construiu sua própria residência em Gelmeroda, uma vila perto de Weimar (hoje sede da Neufert Foundation and Neufert Box, um pequeno museu com exposições rotativas). Após o fechamento da Bauhochschule pelos nazistas,  mudou-se para Berlin e trabalhou em uma escola privada de arte e arquitetura fundada por Johannes Itten, a qual também foi forçada a fechar em 1934.
Em 1934 tornou-se arquiteto-residente da Vereinigte Lausitzer Glaswerke (United Lusatia Glassworks). Desenhou a residência de seu diretor, Dr. Kindt, (com vitrais de Charles Crodel) e várias outras casas, escritórios, e edificações industriais em Weißwasser, Tschernitz e Kamenz. enquanto isso trabalhava "dados de arquitetura", os quais publicou em março de 1936, até hoje um trabalho essencial de referência, traduzido em 18 línguas. Muito cedo Neufert reconhecera as possibilidades de racionalização nos processos construtivos, mas também a necessidade de normas técnicas.
Em 1936 viajou a New York e Taliesin para visitar Frank Lloyd Wright e avaliar suas perspectivas de encontrar trabalho nos Estados Unidos, mas logo foi notificado do enorme sucesso alcançado pela primeira edição de seu livro e retornou a Berlin para preparar a segunda. Novos contratos para edifícios industriais leveram-noa a decidir por permanecer na Alemanha. Em 1939 foi nomeado por Albert Speer para trabalhar na normatização da arquitetura industrial alemã.
Depois da Segunda Guerra Mundial, Neufert foi nomeado professor na Darmstadt University of Technology. Abriu seu próprio escritório, Neufert e Neufert, com seu filho Peter em 1953 e realizou numerosos projetos, muitos industriais. Faleceu em 1986, em sua casa em Bugneaux-sur-Rolle, Suíça.

## Obras
- Mensa am Philosophenweg em Jena (1928-1930)
- Abbeanum em Jena (1929-1930)
- Sua residência em Weimar-Gelmeroda (1929)
- Ernst-Neufert-Haus, Darmstadt (1952-1955)
- Quelle-Grossversandhaus em Fürth (1954-1967)

## Publicações
- Neufert, Ernst; Neufert, Peter; Baiche, Bousmaha; Walliman, Nicholas (2002). Architects' Data 3rd ed. [S.l.]: Wiley-Blackwell. ISBN 978-0-632-05771-9 (A tradução brasileira chama-se Arte de Projetar em Arquitetura)
- Prigge, Walter, ed. (1999). Ernst Neufert. Normierte Baukultur im 20. Jahrhundert. Col: Edition Bauhaus Dessau. Frankfurt am Main: Campus Verlag. ISBN 3-593-36256-2